# Mohamed Ameur Hizem
Pour les articles homonymes, voir Ameur Hizem et Ameur.
Mohamed Ameur Hizem (arabe : محمد عامر الحيزم), né le 20 janvier 1972 à Monastir, est un joueur et entraîneur de football tunisien.
Celui-ci est le second entraîneur adjoint de l'équipe de Tunisie pendant la coupe d'Afrique des nations 2010 qui s'est déroulée en Angola.

## Biographie
Il passe toute sa carrière de footballeur à l'Union sportive monastirienne, avant d'opter pour la carrière d'entraîneur. Il obtient son diplôme d'entraîneur de troisième degré à l'Institut supérieur du sport et de l'éducation physique de Ksar Saïd, durant la promotion 1991-1994, terminant troisième de sa promotion. Il entame alors sa carrière d'entraîneur à la Flèche sportive de Gafsa-Ksar en 1997-1998. En 1999-2000, il retourne à l'Union sportive monastirienne, en tant qu'entraîneur adjoint. Ceci lui permet d'aller par la suite aux Émirats arabes unis en tant qu'entraîneur adjoint de Faouzi Benzarti au Sharjah FC en 2000-2001. En 2004-2005, il entraîne aux côtés de Benzarti l'Emirates Club. À la suite de la démission de ce dernier, il prend seul la tête de l'équipe et réussit pendant cette période à maintenir le club en première division.
Il retourne en Tunisie durant la saison 2005-2006 pour entraîner l'équipe d'El Makarem de Mahdia évoluant en Ligue II ; le club termine le championnat à la troisième place.

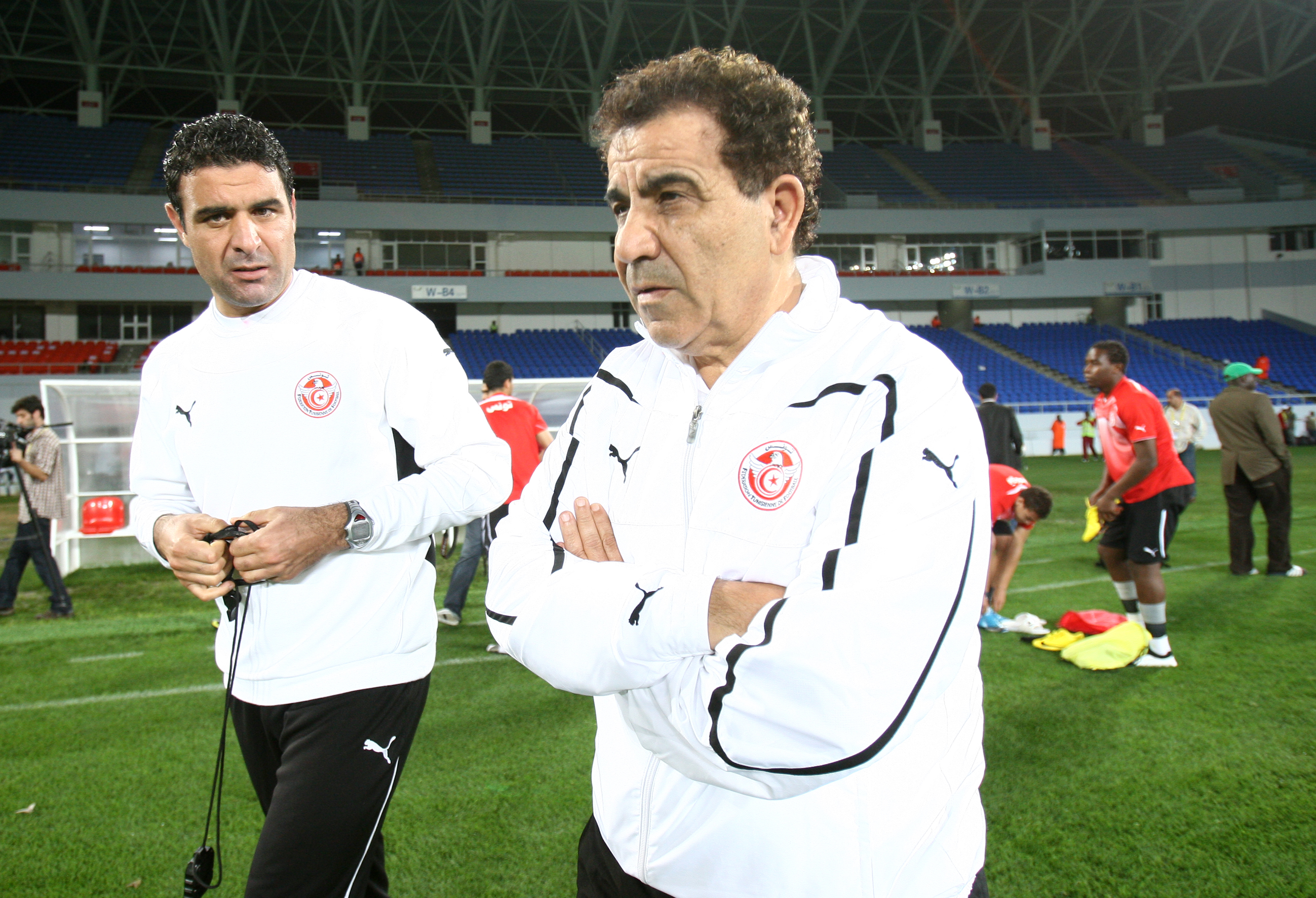
Hizem derrière Faouzi Benzarti.

De 2006 à 2008, sa carrière prend un autre tournant puisqu'il devient l'entraîneur adjoint de l'équipe nationale libyenne. Médaillé d'argent aux Jeux panarabes organisés en Égypte en 2007, il participe également au championnat d'Afrique des nations organisé en Côte d'Ivoire en 2009.
Son expérience internationale lui ouvre les portes durant la saison 2009-2010 du troisième club libyen, Al Madina Tripoli, le seul qui n'a jamais été relégué en deuxième division. En décembre 2009, le devoir national l'appelle pour intégrer le nouveau staff technique de l'équipe nationale tunisienne après le limogeage d'Humberto Coelho. Il devient le deuxième assistant de Faouzi Benzarti.
En octobre 2014, il prend les rênes de son club d'origine, l'Union sportive monastirienne, en tant qu’entraîneur principal. Il est démis de ses fonctions en décembre de la même année.

## Équipes entraînées
| Saison         | Club                           | Pays                |
| -------------- | ------------------------------ | ------------------- |
| 1997-1998      | Flèche sportive de Gafsa-Ksar  | Tunisie             |
| 1999-2000      | Union sportive monastirienne   | Tunisie             |
| 2000-2001      | Sharjah FC                     | Émirats arabes unis |
| 2003-2004      | Sporting Club de Moknine       | Tunisie             |
| 2004-2005      | Emirates Club                  | Émirats arabes unis |
| 2005-2006      | El Makarem de Mahdia           | Tunisie             |
| 2006-2009      | Équipe de Libye de football    | Libye               |
| 2008-2009      | Al Madina Tripoli              | Libye               |
| 2009-2010      | Équipe de Tunisie de football  | Tunisie             |
| 2010-2011      | El Makarem de Mahdia           | Tunisie             |
| 2011-2012      | Union sportive monastirienne   | Tunisie             |
| 2012-2013      | Sharjah FC                     | Émirats arabes unis |
| 2013-2014      | Avenir sportif de Kasserine    | Tunisie             |
| oct.-déc. 2014 | Union sportive monastirienne   | Tunisie             |
| 2015-2016      | Croissant sportif chebbien     | Tunisie             |
| 2016-2017      | Club sportif de Korba          | Tunisie             |
| 2017-2018      | Avenir sportif de Kasserine    | Tunisie             |
| 2019-2020      | Association sportive de Sbikha | Tunisie             |
| 2020-2021      | Croissant sportif chebbien     | Tunisie             |
| 2022-2023      | Sfax railway sport             | Tunisie             |
| 2023-2024      | Avenir sportif de Rejiche      | Tunisie             |
| 2024-          | Croissant sportif chebbien     | Tunisie             |

## Palmarès
- Jeux panarabes de 2007 :  Médaille d'argent
- Championnat d'Afrique des nations 2009 : phase finale
- Coupe d'Afrique des nations 2010 : phase finale